# Stellaria parviumbellata
Stellaria parviumbellata är en nejlikväxtart som beskrevs av Yi Zhi Zhao. Stellaria parviumbellata ingår i släktet stjärnblommor, och familjen nejlikväxter. Inga underarter finns listade i Catalogue of Life.